# لیگ دسته سوم فوتبال ایران ۰۴-۱۴۰۳
لیگ دسته سوم فوتبال ایران ۰۴–۱۴۰۳، چهارمین سطح لیگ‌های فوتبال در ایران در فصل ۰۴–۱۴۰۳ پس از لیگ برتر، لیگ آزادگان و لیگ ۲ است.
مسابقات امسال با تغییراتی نسبت به سال قبل به شکل جدید برگزار میشود که این تغییرات به این گونه است که تیم های حاضر در مرحله دوم سال گذشته با عنوان لیگ دسته سوم در این مسابقات حاضر باشند و تیم های مرحله اول سال پیش با عنوان لیگ دسته چهارم بازی کنند.

## تیم های حاضر
قرعه کشی این مرحله از مسابقات در تاریخ ۲۲ مهر ۱۴۰۳ انجام گرفت.
| ردیف | گروه | تیم                  | گروه | تیم                  | گروه | تیم                      |
| ---- | ---- | -------------------- | ---- | -------------------- | ---- | ------------------------ |
| ۱    | ۱    | پارسیان تهران        | ۲    | ساحل آستانه اشرفیه   | ۳    | استقلال شوش              |
| ۲    | ۱    | شریعت نوین مشهد      | ۲    | ستاره پیروز ایرانیان | ۳    | پارس‌گستر شیراز           |
| ۳    | ۱    | آسمان گلستان         | ۲    | اتحاد فومن           | ۳    | زاگرس جنوبی فیروزآباد    |
| ۴    | ۱    | صالحین تهران         | ۲    | خیبر نوین خرم آباد   | ۳    | البرز بم                 |
| ۵    | ۱    | خورشید طلایی چالوس   | ۲    | ستارگان سرخ آسیا     | ۳    | ایمان سبز شیراز          |
| ۶    | ۱    | پرواز سیمرغ مازندران | ۲    | یاسا دزفول           | ۳    | شایان دیزل کوار          |
| ۷    | ۱    | آرمان دژ بجنورد      | ۲    | رخش خودرو تبریز      | ۳    | مس نوین کرمان            |
| ۸    | ۱    | چالا سنگسر سمنان     | ۲    | آبیدر سنندج          | ۳    | نفت امیدیه               |
| ۹    | ۱    | کیان سام بابل        | ۲    | نفت و گاز غرب ایلام  | ۳    | ایران‌جوان بوشهر          |
| ۱۰   | ۱    | فرد نوین البرز       | ۲    | سامی اسپورت لنگرود   | ۳    | آلومینیوم نوین اراک      |
| ۱۱   | ۱    | آوانای مشهد          | ۲    | مهر خلیج تهران       | ۳    | نفت نوین آبادان          |
| ۱۲   | ۱    | گلچین رباط کریم      | ۲    | شاهین دهداری تهران   | ۳    | ملوان نیروی دریایی بوشهر |

به‌روزرسانی شده در ۱۵ مهر ۱۴۰۳

## جستار وابسته
- لیگ برتر فوتبال ایران ۰۴–۱۴۰۳
- لیگ آزادگان ۰۴–۱۴۰۳
- جام حذفی فوتبال ایران ۰۴–۱۴۰۳
- سوپر جام فوتبال ایران ۱۴۰۳